# Хуан Пабло Гусман
Хуан Пабло Гусман (ісп. Juan Pablo Guzmán; нар. 29 січня 1981) — колишній аргентинський тенісист.
Найвищу одиночну позицію світового рейтингу — 100 місце досяг 25 червня 2007, парну — 86 місце — 19 листопада 2007 року.
Здобув 1 парний титул.

## Часовий графік результатів
| W | Ф | ПФ | ЧФ | #Р | КТ | К# | DNQ | A | NH |

### Одиночний розряд
| Турніри Великого шлему                 |     |     |     |     |     |     |       |     |    |
| Відкритий чемпіонат Австралії з тенісу |     | К1р | К1р |     |     |     | 0 / 0 | 0–0 | –  |
| Відкритий чемпіонат Франції з тенісу   |     | К1р |     | К2р | К1р | 1р  | 0 / 1 | 0–1 | 0% |
| Вімблдонський турнір                   | 1р  | К2р | К1р | К1р |     | 1р  | 0 / 2 | 0–2 | 0% |
| Відкритий чемпіонат США з тенісу       | К1р |     | К2р |     |     | 1р  | 0 / 1 | 0–1 | 0% |
| В-П                                    | 0–1 | 0–0 | 0–0 | 0–0 | 0–0 | 0–3 | 0 / 4 | 0–4 | 0% |

## Фінали турнірів ATP за кар'єру

### Парний розряд: 1 (1 перемога)
| Легенда (парний розряд)         |
| ------------------------------- |
| Великий Шлем (0–0)              |
| Фінали Світового туру ATP (0–0) |
| Серія Мастерс ATP (0–0)         |
| Серія турнірів ATP (0–0)        |
| Серія ATP Інтернешнл (1–0)      |

| Фінали за покриттям |
| ------------------- |
| Тверде (0–0)        |
| Ґрунт (1–0)         |
| Трава (0–0)         |
| Килим (0–0)         |

| Фінали за типом корту |
| --------------------- |
| Відкритий (0–0)       |
| Закритий (1–0)        |

| Результат | В-П | Дата     | Турнір                | Рівень           | Покриття | Партнер              | Суперники                | Рахунок  |
| --------- | --- | -------- | --------------------- | ---------------- | -------- | -------------------- | ------------------------ | -------- |
| Перемога  | 1–0 | Лип 2007 | Амерсфорт, Нідерланди | Серія Інтернешнл | Ґрунт    | Хуан Пабло Бжезіцькі | Робін Гаасе Рогір Вассен | 6–2, 6–0 |

## Фінали ATP Челленджер і ITF Ф'ючерс

### Одиночний розряд: 11 (5–6)
| Легенда              |
| -------------------- |
| ATP Челленджер (3–1) |
| ITF Ф'ючерс (2–5)    |

| Фінали за покриттям |
| ------------------- |
| Тверде (1–0)        |
| Ґрунт (4–6)         |
| Трава (0–0)         |
| Килим (0–0)         |

| Результат | В-П | Дата     | Турнір                              | Рівень     | Покриття | Суперник             | Рахунок            |
| --------- | --- | -------- | ----------------------------------- | ---------- | -------- | -------------------- | ------------------ |
| Перемога  | 1–0 | Лип 2000 | Аргентина F7, Конкордія (Аргентина) | Ф'ючерс    | Ґрунт    | Патрісіо Аркес       | 6–3, 6–1           |
| Поразка   | 1–1 | Сер 2000 | Аргентина F10, Буенос-Айрес         | Ф'ючерс    | Ґрунт    | Ґуставо Маркассіо    | 1–6, 7–6(7–5), 5–7 |
| Поразка   | 1–2 | Вер 2000 | Peri F2, Ліма                       | Ф'ючерс    | Ґрунт    | Дієґо Веронельї      | 0–2 ret.           |
| Поразка   | 1–3 | Вер 2001 | Аргентина F11, Буенос-Айрес         | Ф'ючерс    | Ґрунт    | Хуан Пабло Бжезіцькі | 5–7, 5–7           |
| Поразка   | 1–4 | Жов 2001 | Бразилія F6, Порту-Алегрі           | Ф'ючерс    | Ґрунт    | Педру Брага          | 6–7(4–7), 2–6      |
| Поразка   | 1–5 | Жов 2001 | Колумбія F1, Богота                 | Ф'ючерс    | Ґрунт    | Мікаель Кінтеро      | 6–7(6–8), 4–6      |
| Перемога  | 2–5 | Лип 2003 | Монтобан, Франція                   | Челленджер | Ґрунт    | Сліман Сауді         | 6–3, 2–6, 6–1      |
| Перемога  | 3–5 | Жов 2003 | США F29, Арлінгтон (Техас)          | Ф'ючерс    | Тверде   | Душан Вемич          | 6–3, 7–5           |
| Перемога  | 4–5 | Тра 2004 | Форест-Гіллс, США                   | Челленджер | Ґрунт    | Едгардо Масса        | 7–6(9–7), 3–1 ret. |
| Перемога  | 5–5 | Сер 2006 | Трані, Італія                       | Челленджер | Ґрунт    | Андреас Вінчігерра   | 6–1, 3–6, 7–6(7–1) |
| Поразка   | 5–6 | Кві 2007 | Флоріанополіс, Бразилія             | Челленджер | Ґрунт    | Пауль Капдевіль      | 6–7(0–7), 0–6      |

### Парний розряд: 24 (12–12)
| Легенда              |
| -------------------- |
| ATP Челленджер (5–9) |
| ITF Ф'ючерс (7–3)    |

| Фінали за покриттям |
| ------------------- |
| Тверде (0–2)        |
| Ґрунт (12–10)       |
| Трава (0–0)         |
| Килим (0–0)         |

| Результат | В-П   | Дата     | Турнір                                   | Рівень     | Покриття | Партнер                   | Суперники                                     | Рахунок           |
| --------- | ----- | -------- | ---------------------------------------- | ---------- | -------- | ------------------------- | --------------------------------------------- | ----------------- |
| Перемога  | 1–0   | Тра 2000 | Чилі F5, Сантьяго                        | Ф'ючерс    | Ґрунт    | Едгардо Масса             | Адріану Феррейра Флавіо Саретта               | 7–6(8–6), ret.    |
| Перемога  | 2–0   | Тра 2000 | Чилі F6, Сантьяго                        | Ф'ючерс    | Ґрунт    | Себастьян Контадор        | Хайме Фільйоль мол. Адріан Гарсія             | 3–6, 6–4, 6–1     |
| Перемога  | 3–0   | Тра 2000 | Аргентина F4, Мендоса (Аргентина)        | Ф'ючерс    | Ґрунт    | Серхіо Ройтман            | Мігель Міранда Хуан Пабло Бжезіцькі           | 6–3, 6–4          |
| Поразка   | 3–1   | Сер 2000 | Аргентина F8, Кордова (місто, Аргентина) | Ф'ючерс    | Ґрунт    | Матіас О'Ніль             | Мартін Стрінгарі Томас Тенконі                | 2–6, 4–6          |
| Перемога  | 4–1   | Кві 2001 | Бразилія F1, Ріо-де-Жанейро              | Ф'ючерс    | Ґрунт    | Енцо Артоні               | Ґуставо Маркассіо Патрісіо Руді               | 4–6, 6–2, 6–1     |
| Перемога  | 5–1   | Кві 2001 | Аргентина F4, Мендоса (Аргентина)        | Ф'ючерс    | Ґрунт    | Крістіан Вільяґран        | Дієго дель Ріо Леонардо Ольгін                | 6–2, 3–6, 6–3     |
| Поразка   | 5–2   | Сер 2001 | Аргентина F7, Буенос-Айрес               | Ф'ючерс    | Ґрунт    | Дієго Гартфілд            | Даніель Карассіоло Мартін Вассальйо Аргуельйо | 6–3, 2–6, 2–6     |
| Перемога  | 6–2   | Жов 2001 | Колумбія F1, Богота                      | Ф'ючерс    | Ґрунт    | Крістіан Вільяґран        | Едуарду Борер Луїс Марафеллі                  | 6–4, 7–6(7–1)     |
| Поразка   | 6–3   | Вер 2002 | Баня-Лука, Боснія і Герцеговина          | Челленджер | Ґрунт    | Даніель Оршанік           | Ярослав Левинський Юрій Щукін                 | 6–7(5–7), 5–7     |
| Поразка   | 6–4   | Січ 2003 | Ямайка F1, Монтего-Бей                   | Ф'ючерс    | Тверде   | Дієґо Веронельї           | Карлос Берлок Крістіан Вільяґран              | 5–7, 4–6          |
| Поразка   | 6–5   | Лип 2003 | Монтобан, Франція                        | Челленджер | Ґрунт    | Ігнасіо Ірігоєн           | Фред Геммес мол. Рогір Вассен                 | 4–6, 4–6          |
| Перемога  | 7–5   | Вер 2003 | Київ, Україна                            | Челленджер | Ґрунт    | Ігнасіо Гонсалес-Кінг     | Харш Манкад Джейсон Маршалл                   | 6–2, 3–6, 6–4     |
| Перемога  | 8–5   | Вер 2003 | Будапешт, Угорщина                       | Челленджер | Ґрунт    | Ігнасіо Гонсалес-Кінг     | Корнель Бардоцький Гергей Кішдєрдь            | 7–5, 4–6, 6–3     |
| Поразка   | 8–6   | Вер 2004 | Брашов, Румунія                          | Челленджер | Ґрунт    | Хуан Пабло Бжезіцькі      | Сальвадор Наварро Рубен Рамірес Ідальго       | 3–6, 2–6          |
| Поразка   | 8–7   | Вер 2004 | Будапешт, Угорщина                       | Челленджер | Ґрунт    | Ігнасіо Гонсалес-Кінг     | Маріано Дельфіно Хуан Пабло Бжезіцькі         | 6–2, 3–6, 2–6     |
| Поразка   | 8–8   | Гру 2004 | Аракажу, Бразилія                        | Челленджер | Ґрунт    | Сантьяго Вентура Бертомеу | Енцо Артоні Ігнасіо Гонсалес-Кінг             | 4–6, 2–6          |
| Поразка   | 8–9   | Бер 2005 | Салінас, Еквадор                         | Челленджер | Тверде   | Серхіо Ройтман            | Крістіан Вільяґран Хуан Пабло Бжезіцькі       | 2–6, 4–6          |
| Поразка   | 8–10  | Бер 2005 | Сан-Луїс-Потосі, Мексика                 | Челленджер | Ґрунт    | Хуан Пабло Бжезіцькі      | Лукаш Кубот Олівер Марах                      | 1–6, 6–3, 4–6     |
| Поразка   | 8–11  | Тра 2005 | Туніка-Резортс, США                      | Челленджер | Ґрунт    | Хуан Пабло Бжезіцькі      | Майкл Расселл Душан Вемич                     | 6–7(4–7), 3–6     |
| Перемога  | 9–11  | Чер 2007 | Простейов, Чехія                         | Челленджер | Ґрунт    | Рамон Дельгадо            | Томаш Цибулець Леош Фридль                    | 7–6(10–8), 6–1    |
| Перемога  | 10–11 | Сер 2007 | Сан-Марино, Сан-Марино                   | Челленджер | Ґрунт    | Пабло Куевас              | Томаш Беднарек Джеймс Серретані               | 6–1, 6–0          |
| Поразка   | 10–12 | Вер 2007 | Щецин, Польща                            | Челленджер | Ґрунт    | Хуан Пабло Бжезіцькі      | Томас Беренд Крістофер Кас                    | 0–6, 7–5, [8–10]  |
| Перемога  | 11–12 | Лис 2007 | Гуаякіль, Еквадор                        | Челленджер | Ґрунт    | Бріан Дабуль              | Барт Бекс Мікаель Кінтеро                     | 7–6(7–5), 6–1     |
| Перемога  | 12–12 | Вер 2014 | Колумбія F6, Арменія (Колумбія)          | Ф'ючерс    | Ґрунт    | Хосе Ернандес-Фернандес   | Марко Бортолотті Кейт-Патрік Кроулі           | 6–3, 2–6, [12–10] |